# Heinrich Saake
Heinrich Saake (* 3. September 1880 in Elbrinxen; † 19. Mai 1964 in Lage) war ein deutscher Politiker (SPD).

## Leben
Heinrich Saake besuchte die Volksschule und war dann Holzarbeiter. Er war evangelischer Konfession und heiratete 1904. Bis 1926 war er Polierer in einer Stuhlfabrik in Blomberg. Von November 1926 bis 1934 lebte er als Angestellter des Lippischen Konsumvereins in Lage.
Seit 1901 war er Mitglied der Gewerkschaft. 1903 gehörte er zu den Mitbegründern der SPD in Blomberg. Von 1910 bis 1926 war er Stadtverordneter in Blomberg und von 1927 bis 1933 in Lage. Bei der Landtagswahl in Lippe 1919 wurde er in den Landtag Lippe gewählt, dem er bis zum Ende der ersten Wahlperiode 1921 angehörte.
Nach der Machtergreifung der Nationalsozialisten 1933 konnte er seine politische Arbeit nicht fortsetzen. Nach dem Zweiten Weltkrieg war er von 1946 bis 1964 erneut Stadtverordneter in Lage sowie zeitweise stellvertretender Bürgermeister und Mitglied des Kreistags.